# Villadia minutiflora
Villadia minutiflora är en fetbladsväxtart som beskrevs av Joseph Nelson Rose. Villadia minutiflora ingår i släktet Villadia och familjen fetbladsväxter. Inga underarter finns listade i Catalogue of Life.